# Reticulosphaeria indica
Reticulosphaeria indica är en svampart som beskrevs av Sivan. & Bahekar 1982. Reticulosphaeria indica ingår i släktet Reticulosphaeria, ordningen kolkärnsvampar, klassen Sordariomycetes, divisionen sporsäcksvampar och riket svampar.   Inga underarter finns listade i Catalogue of Life.